# François-Yves de la Roche Kerandraon
François-Yves de la Roche Kerandraon, né le 28 novembre 1760 au château de Keroual et mort le 6 octobre 1822 à Morlaix, est un officier de marine français.
Il fut page du comte d'Artois en 1773, garde marine en 1776, participa, âgé alors de 17 ans, au célèbre combat du 17 juin 1778 de la Belle Poule (1765) contre la frégate anglaise l'Aréthuse au large de Plouescat ; il eut le bras cassé après deux heures de combat, mais reprit son poste et fut promu pour ce fait d'armes enseigne de vaisseau et fait chevalier de l'ordre de Saint-Louis. Lieutenant de vaisseau depuis 1786, il était employé comme major de la station des Îles du Vent. Il fut rappelé à l'activité en qualité de capitaine de vaisseau le 31 décembre 1814, et fut admis à la retraite en 1817 en qualité de contre-amiral honoraire et décoré l'année suivante de la Légion d'honneur.

## Biographie

### Origines et famille
François-Yves de La Roche Kerandraon est issu d'une famille subsistante de la noblesse bretonne qui descend de Geoffroy de La Roche, l'un des trente Bretons choisis pour combattre trente Anglais à mi-chemin de Josselin et de Ploërmel,.
La famille de La Roche Kerandraon est maintenue dans sa noblesse d'extration en Bretagne, le 14 juin 1670. Elle est inscrite à l'ANF depuis le 15 décembre 1951.
François-Yves est l'unique enfant de François de Paul de La Roche Kerandraon et de Thérèse Jacquette de Kersaintgilly. Il épouse Marie Renée de Kerléan le 12 janvier 1791 qui lui donne un fils, Jean-François, marquis de La Roche, seigneur de Kerandraon (1808-1879), capitaine de vaisseau, commandeur de la Légion d'honneur.

### Carrière dans la marine royale

#### Jeunesse et entrée dans la marine royale
François-Yves fut page du comte d'Artois en 1773, il quitta cette fonction en 1776 pour entrer dans la marine comme Garde.

#### La guerre d'indépendance des États-Unis

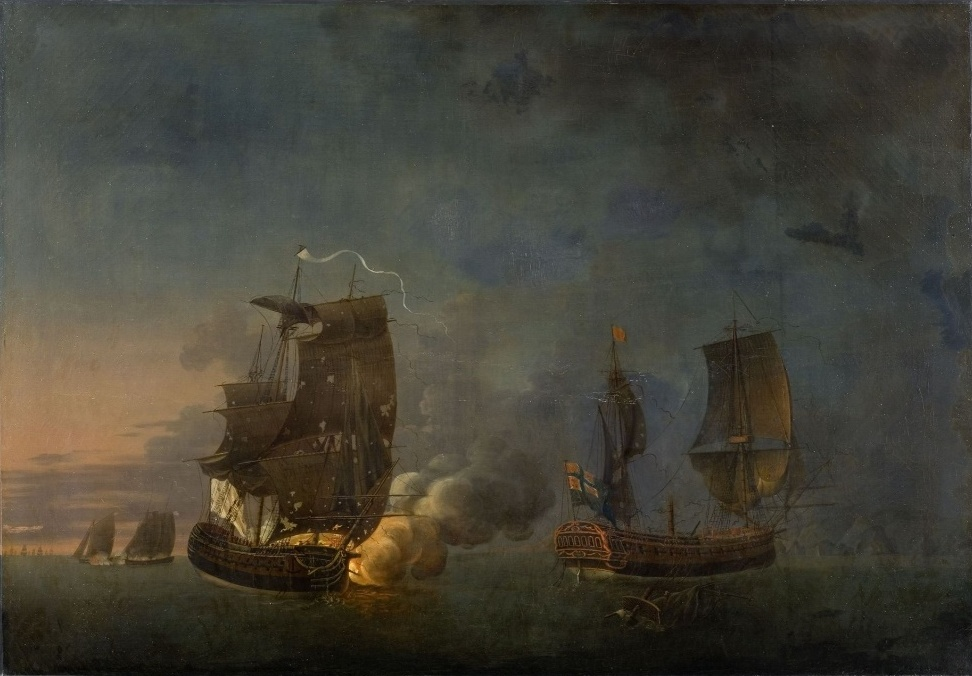
Combat de la Belle Poule et de l'Aréthusa, par Auguste-Louis de Rossel de Cercy

Nommé enseigne de vaisseau en 1778, François-Yves de la Roche Kerandraon prit part sur la Belle Poule au combat de cette frégate contre l'Aréthuse et y eut le bras droit fracassé après seulement une demi-heure de combat. Après s'être fait poser un premier appareil, il vint reprendre son poste qu'il garde pendant les trois heures que l'action a encore duré. Le lendemain du combat, il eut le bras amputé,. Louis XVI le félicite de cet acte de bravoure par une lettre d'Antoine de Sartine, secrétaire d'état à la marine, et celui-ci lui accorde avec l'approbation du roi, la croix de Saint-Louis, et une pension, quoiqu'il n'eut pas encore dix-huit ans.
Par une délibération spéciale du 14 décembre 1778, les États de Bretagne lui accordèrent de siéger, avant l'âge, dans leur assemblée avec voix délibérative.
Il continua de servir avec distinction pendant la guerre d'indépendance des États-Unis, et prit part sur le vaisseau le Jason, commandé par Jean-Isaac Chadeau de la Clocheterie, aux combats livrés par Charles-Henri-Louis d'Arsac de Ternay et Charles Sochet des Touches aux Bermudes et à la bataille de la baie de Chesapeake, ainsi qu'aux trois combats de la bataille de Saint-Christophe.

#### La Révolution française
Lieutenant de Vaisseau depuis 1786, il était employé comme major de la station des Iles du Vent. En 1789, il parvint à sauver et à mettre en sûreté à bord du vaisseau l'Illustre, plusieurs habitants de la Martinique dont les factieux voulaient s'emparer.
Ayant émigré à son retour, il rejoignit le corps de la marine aux Pays-Bas, dans l'Armée des Princes en 1792. Nommé ensuite capitaine au régiment du Dresnay à la solde de l'Angleterre. Blessé à la bataille de Quiberon en 1795, il remplit alors plusieurs missions périlleuses en France et en Angleterre. Rentré en France à la réforme de son régiment, il rejoignit les bandes de Cadoudal, et combattit avec elles jusqu'à la pacification de la Vendée. Il fut alors déporté comme émigré à la Nouvelle-Angleterre.

#### La Restauration
À la Restauration, il fut rappelé à l'activité en qualité de capitaine de vaisseau le 31 décembre 1814, il fut admis à la retraite en 1817 en qualité de contre-amiral honoraire et décoré l'année suivante de la légion d'honneur.

## Mariage et descendance
Il épouse le 12 janvier 1791 Marie-Renée de Kerléan, fille de François de Kerléan et de Renée de Salaün. De cette union naissent six enfants dont François-Jean-Marie-Auguste de la Roche Kerandraon (1808-1879), capitaine de vaisseau.